# Sweet 75
Sweet 75 — гурт, створений Крісом Новоселічем, після смерті Курта Кобейна в 1994 році. Колектив випустив один альбом і один сингл. У 2000 році гурт розпався.

## Історія
В 1994 році, після самогубства Курта Кобейна, Кріс Новоселіч разом з венесуельською вуличною співачкою Івою Лас Вегас (з якою він познайомився на своєму дні народження) засновує гурт Sweet 75. Спочатку Кріс планував лише продюсувати співачку, але після декількох написаних разом пісень вони вирішують створити музичний гурт. Назва була взята з поеми Теодора Ротко. В 1995 році вони з барабанщиком Бобі Лором дають кілька концертів і підписують контракт з студією звукозапису Geffen Records. 17 листопада 1996 року гурт проводить концертний тур організований компанією Sea Monkey і названий Trucked Up Fuckstop. У цьому ж році Бобі Лор переходить до гурту Ministry, і його місце замінює Білл Ріфлін, але і він незабаром залишає гурт. Новим барабанщиком стає Адам Вейд з яким гурт і записує свій перший та єдиний альбом Sweet 75 в 1997 році, попередньо випустивши сингл «Lay Me Down». В 1998 році Адам Вейд залишає гурт та колектив тимчасово розпадається. В 1999 році до гурту повертається Вільям Ріфлін. Він записує кілька демо для другого альбому, але засновник гурту Кріс Новоселич, як і сам Ріфлін починає приділяти більше часу іншим своїм проєктам. У 2000 році Ріфлін знову залишає гурт і його місце займає барабанщиця Джин Мейнвел. Подальша робота гурту над другим альбомом закінчилася в серпні цього ж року, після чого гурт розпався через «творчі розбіжності».

## Учасники гурту
- Кріс Новоселіч — гітара, бас-гітара, акордеон
- Іва Лас Вегас — бас-гітара, вокал
- Бобі Лор — ударні
- Білл Ріфлін — ударні
- Адам Вейд — ударні
- Джин Мейнвел — ударні

## Дискографія

### Альбоми
- Sweet 75 (1997), DGC

### Сингли
- «Lay Me Down» (1997)